# Силицка Брезова
Силицка Брезова (слч. Silická Brezová) насељено је мјесто са административним статусом сеоске општине (слч. obec) у округу Рожњава, у Кошичком крају, Словачка Република.

## Становништво
| Година:    | 1994. | 2004.   | 2014.    | 2024.    |
| ---------- | ----- | ------- | -------- | -------- |
| Број људи: | 210   | 193     | 159      | 130      |
| Разлика:   |       | -8,09 % | -17,61 % | -18,23 % |

| Година:    | 2023. | 2024. |
| ---------- | ----- | ----- |
| Број људи: | 130   | 130   |
| Разлика:   |       | +0 %  |

Према подацима о броју становника из 2011. године насеље је имало 166 становника.